# Salvia coccinea
Salvia coccinea là một loài thực vật có hoa trong họ Hoa môi. Loài này được Buc'hoz ex Etl. miêu tả khoa học đầu tiên năm 1777.

## Hình ảnh

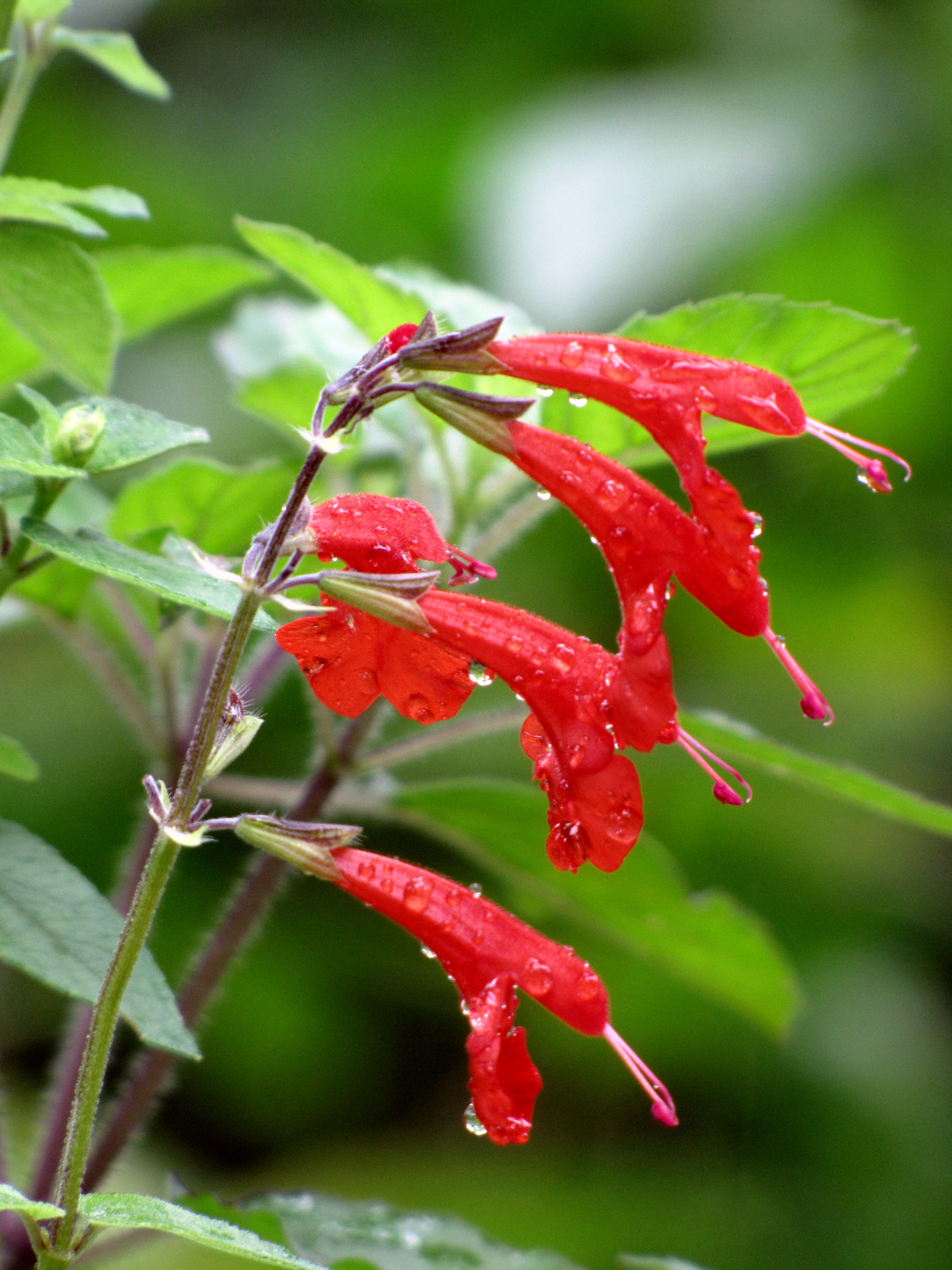
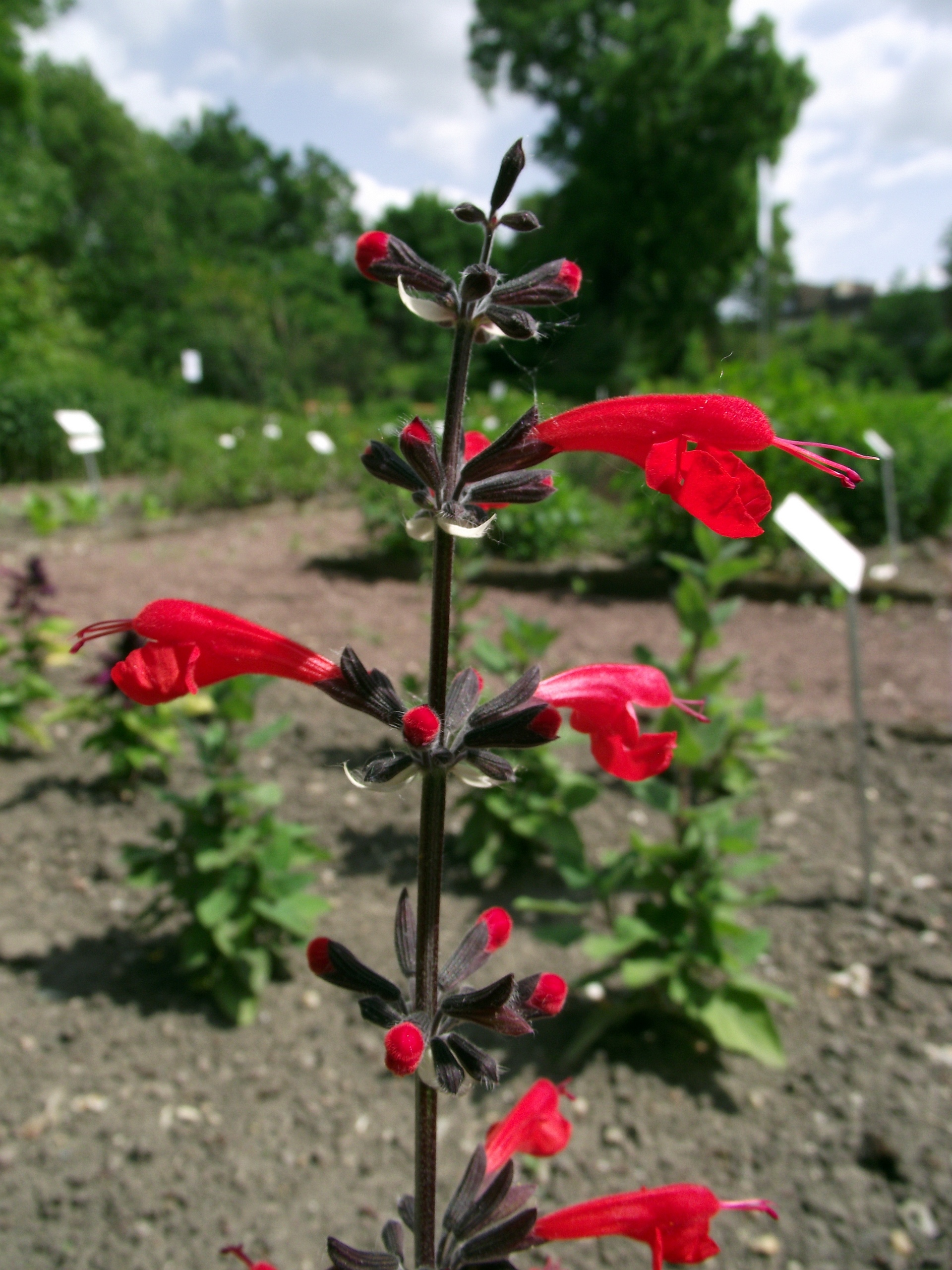
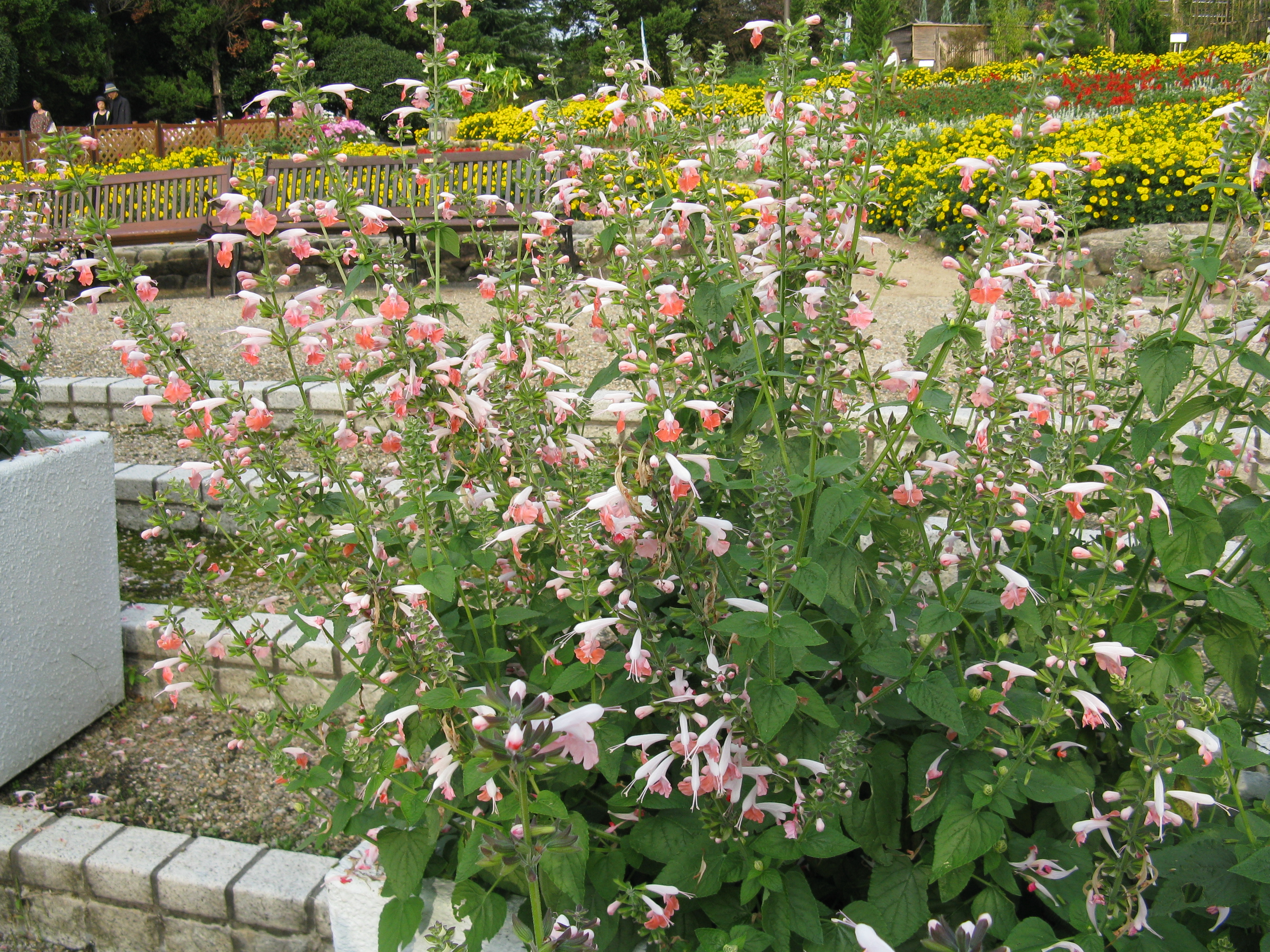
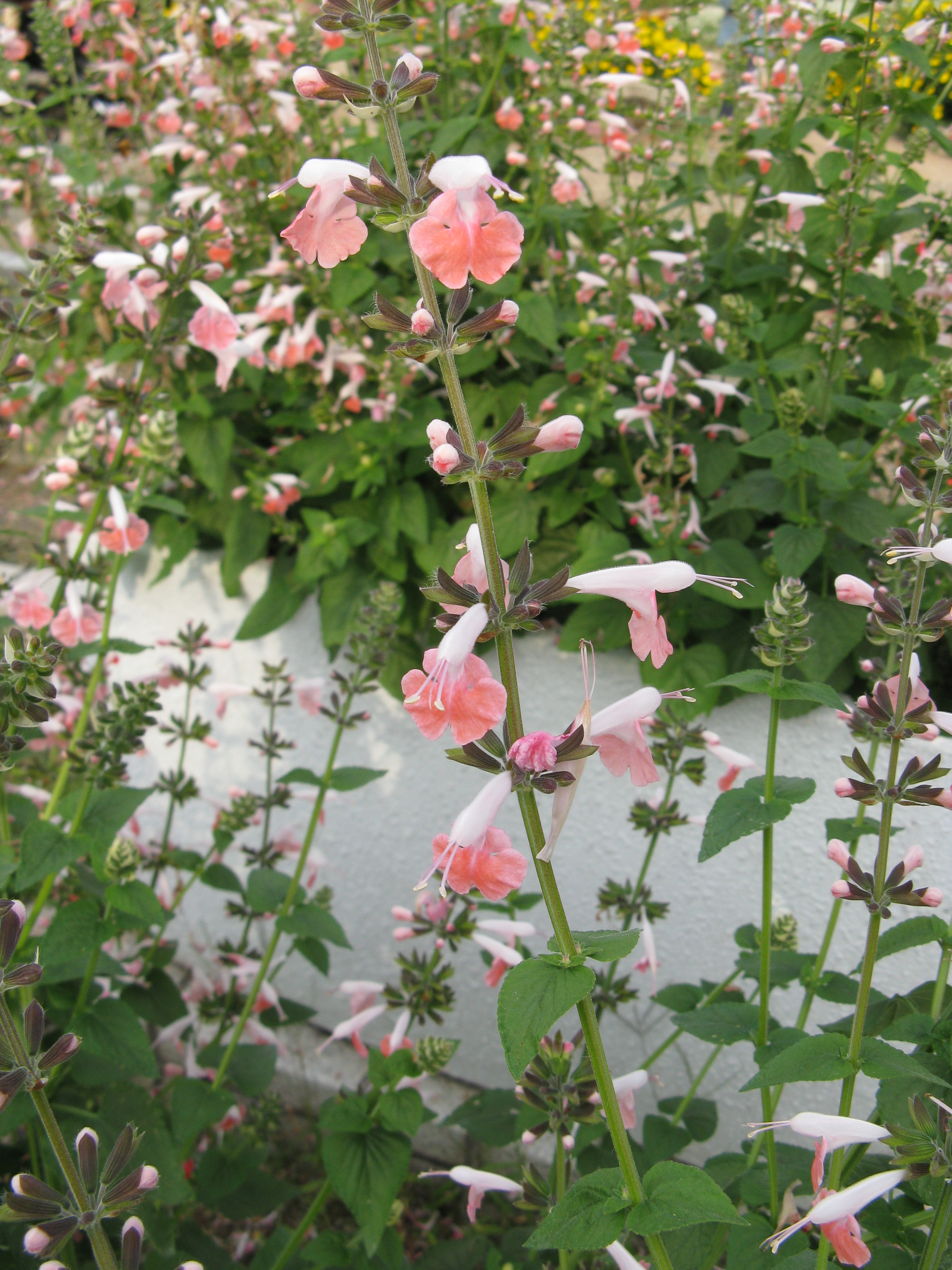